# Gentiana venusta
Gentiana venusta là một loài thực vật có hoa trong họ Long đởm. Loài này được (G.Don) Wall. ex Griseb. mô tả khoa học đầu tiên năm 1838.